# أكمية ضيقة الأوراق
أكمية ضيقة الأوراق (الاسم العلمي: Aechmea angustifolia) هو نوع نباتي يتبع جنس الأكمية من فصيلة البروميلية.